# Eugène Canseliet
Eugène Léon Canseliet (Sarcelles, 18 dicembre 1899 – Savignies, 17 aprile 1982) è stato uno scrittore e alchimista francese.
Fu l'unico discepolo di Fulcanelli. Ha redatto, per ciascuna delle opere del suo maestro (Le mystère des cathédrales e Les demeures philosophales), tre prefazioni.

## Opere principali
- Deux logis alchimiques, en marge de la science et de l'histoire... Parigi, Jean Schemit, 1945, in-8, 157 p. Nouvelle édition augmentée à Paris, chez Jean-Jacques Pauvert, 1979, 344 p.
- Alchimie, études diverses de symbolisme hermétique et de pratique philosophale, Paris, Jean-Jacques Pauvert, 1964, in-8, 285 p. Nouvelle édition revue et augmentée,  Paris, Jean-Jacques Pauvert, 1978, 401 p.
- L'Alchimie et son ″Livre muet" (″Mutus liber″)... Introduction et commentaires par Eugène Canseliet, Paris, Jean-Jacques Pauvert, 1967, in-4, 140 p.
- L'Alchimie expliquée sur ses textes classiques, Paris, Jean-Jacques Pauvert, 1972, 312 p.